# Zimirina nabavii
Espèce
Zimirina nabavii est une espèce d'araignées aranéomorphes de la famille des Prodidomidae.

## Distribution
Cette espèce est endémique de la Grande Canarie aux îles Canaries en Espagne,. Elle se rencontre vers le Roque Nublo.

## Description
Le mâle holotype mesure 1,6 mm.

## Systématique et taxinomie
Cette espèce a été décrite par Wunderlich en 2011.

## Étymologie
Cette espèce est nommée en l'honneur de Parwis Nabavi.

## Publication originale
- Wunderlich, 2011 : « Extant and fossil spiders (Araneae). » Beiträge zur Araneologie, vol. 6, p. 1-640.